# Aphytis ulianovi
Aphytis ulianovi är en stekelart som beskrevs av Girault 1932. Aphytis ulianovi ingår i släktet Aphytis och familjen växtlussteklar. Inga underarter finns listade i Catalogue of Life.